# V391 Pegasi b
V391 Pegasi b (en abrégé V391 Peg b), aussi connue comme HS 2201+2610 b, est une planète extrasolaire (exoplanète) confirmée en orbite autour de l’étoile variable V391 Pegasi, une sous-naine (classe de luminosité VI) bleue-blanche (type spectral B) située à une distance d’environ 4 570 années-lumière (1 400 ± 180 parsecs) du Soleil, dans la constellation de Pégase.
Sa détection, annoncée en août 2006, a été confirmée en septembre 2007,.